# Composizioni di Marco Anzoletti

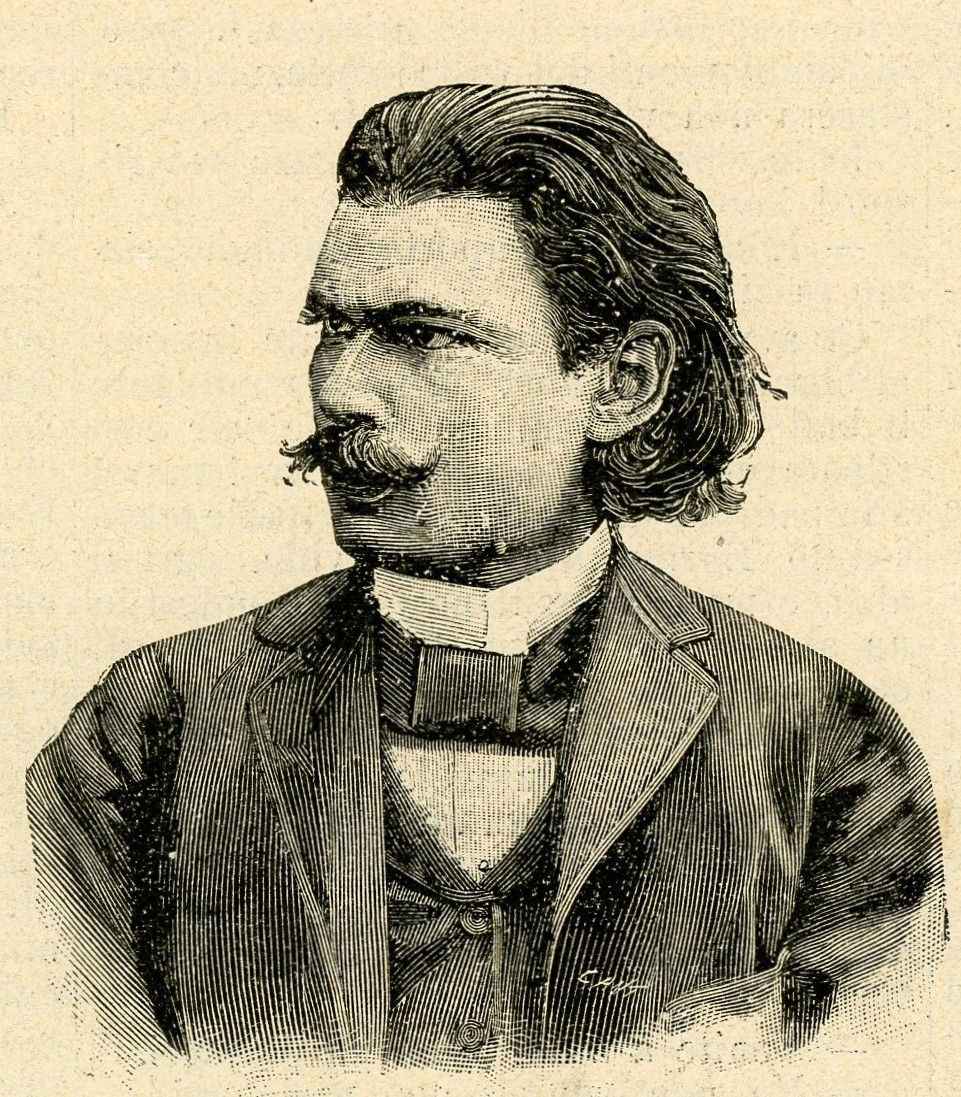
Fotografia di Marco Anzoletti

Questa è una lista delle composizioni di Marco Anzoletti (1867–1929).
| #                                | Title | Scoring                                                | Date        | Notes                 |
| -------------------------------- | --- | ------------------------------------------------------ | ----------- | --------------------- |
| Per Orchestra                    | |                                                        |             |                       |
| Sinfonie                         | |                                                        |             |                       |
|                                  | Sinfonia in Do minore                                                                                        | orchestra                                              | 1896        |                       |
|                                  | Sinfonia No. 1 in Re minore                                                                                  | orchestra                                              | 1897        |                       |
|                                  | Sinfonia No. 2 in Re minore                                                                                  | orchestra                                              | 1897        |                       |
|                                  | Sinfonia in La minore                                                                                        | orchestra                                              | 1897        |                       |
|                                  | Sinfonia in Fa minore                                                                                        | orchestra                                              | 1897        |                       |
|                                  | Sinfonia in Sol minore                                                                                       | orchestra                                              | 1898        |                       |
|                                  | Sinfonia in Sol maggiore                                                                                     | orchestra                                              | 1898        |                       |
|                                  | Sinfonia in Do maggiore                                                                                      | orchestra                                              | 1898        | incompleto            |
|                                  | Sinfonia in Re maggiore                                                                                      | orchestra                                              | 1898        | incompleto            |
|                                  | Sinfonia in Fa maggiore                                                                                      | orchestra                                              | 1898        | incompleto            |
|                                  | Sinfonia in La maggiore                                                                                      | orchestra                                              | 1898        |                       |
|                                  | Sinfonia in Un Movimento in La minore                                                                        | orchestra                                              | 1899        |                       |
|                                  | Sinfonia - Overture in Do maggiore                                                                           | orchestra                                              | 1899        |                       |
|                                  | I Album Sinfonico                                                                                            | orchestra                                              | 1899        |                       |
|                                  | II Album Sinfonico                                                                                           | orchestra                                              | 1899        |                       |
|                                  | Sinfonia - Ouverture in Si bemolle maggiore                                                                  | orchestra                                              | 1900        |                       |
| Poemi Sinfonici                  | |                                                        |             |                       |
|                                  | |                                                        |             |                       |
|                                  | Poema Sinfonico "I Serpenti"                                                                                 | orchestra                                              | 1885        |                       |
|                                  | Poema Sinfonico "Il Conte Ugolino"                                                                           | orchestra                                              | 1885        |                       |
|                                  | Poema Sinfonico "Caino e Abele"                                                                              | orchestra                                              | 1885        |                       |
|                                  | Poema Sinfonico "David"                                                                                      | orchestra                                              | 1885        |                       |
| Ouvertures                       | |                                                        |             |                       |
|                                  | |                                                        |             |                       |
|                                  | Ouverture in Mi bemolle maggiore                                                                             | orchestra                                              | 1901        |                       |
|                                  | Ouverture in Fa maggiore                                                                                     | orchestra                                              | 1901        |                       |
|                                  | Ouverture in Re bemolle maggiore                                                                             | orchestra                                              | 1901        |                       |
|                                  | Ouverture in Do minoe                                                                                        | orchestra                                              | 1901        |                       |
|                                  | Ouverture Eroicomica in Do maggiore                                                                          | orchestra                                              |             |                       |
|                                  | Ouverture in Sol maggiore                                                                                    | orchestra                                              |             |                       |
| Suites                           | |                                                        |             |                       |
|                                  | |                                                        |             |                       |
|                                  | Suite per orchestra                                                                                          | orchestra                                              | 1893        |                       |
|                                  | Suite (Aurora Urbis Aeternae)                                                                                | orchestra                                              |             | arr. per pianoforte   |
| Danze                            | |                                                        |             |                       |
|                                  | |                                                        |             |                       |
|                                  | Gran Polonaise in Mi maggiore                                                                                | orchestra                                              | 1885        |                       |
|                                  | 4 Danze | orchestra                                              | 1886        |                       |
|                                  | Festa Popolare Normanna - Danza                                                                              | orchestra                                              |             |                       |
|                                  | Trionfo Barbaro- Danza                                                                                       | orchestra                                              |             |                       |
| Altro                            | |                                                        |             |                       |
|                                  | |                                                        |             |                       |
|                                  | Vittoria Normanna (Kenig[sic]-Marsch)                                                                        | orchestra                                              | 1895        |                       |
|                                  | Egloga | orchestra                                              | 1895        |                       |
|                                  | Nathos e Dartula                                                                                             | orchestra                                              | 1895        |                       |
|                                  | Gran Marcia Slava in Sol minore                                                                              | orchestra                                              | 1896        | incompleto            |
|                                  | Militza o Serbia                                                                                             | orchestra                                              | 1896-1897   |                       |
|                                  | La fine di Mozart                                                                                            | orchestra                                              | 1898        |                       |
|                                  | Le Gare | orchestra                                              | 1902        |                       |
|                                  | Variazioni in Do maggiore                                                                                    | orchestra                                              | 1903        |                       |
|                                  | Faida | orchestra                                              | 1910-1915   |                       |
|                                  | Variazioni Sopra Due Corali della Passione di S. Matteo di J. S. Bach in Si minore e Mi maggiore             | orchestra                                              | 1911        |                       |
|                                  | L'ospite della Terra                                                                                         | orchestra                                              | 1914        |                       |
|                                  | Cammino Funebre in Si bemolle maggiore                                                                       | orchestra                                              | 1917        |                       |
|                                  | Belfagor | orchestra                                              | 1920        |                       |
|                                  | Nostalgie Autunnali                                                                                          | orchestra                                              |             |                       |
| Violino e Orchestra              | |                                                        |             |                       |
|                                  | |                                                        |             |                       |
|                                  | Le Rêve, Berceuse in Si bemolle maggiore                                                                     | violino e orchestra                                    | 1888        |                       |
|                                  | Concerto No. 1 in Sol maggiore                                                                               | violino e orchestra                                    | 1896        |                       |
|                                  | Concerto No. 1 in La maggiore                                                                                | violino e orchestra                                    | 1899        |                       |
|                                  | Concerto in Fa maggiore                                                                                      | violino e orchestra                                    | 1899        |                       |
|                                  | Concerto di studio in Si minore                                                                              | violino e orchestra                                    | 1901        |                       |
|                                  | Concerto in Fa diesis minore                                                                                 | violino e orchestra                                    | 1903        |                       |
|                                  | Allegro di Concerto in Mi minore                                                                             | violino e orchestra                                    | 1903        |                       |
|                                  | Concerto in La minore                                                                                        | violino e orchestra                                    | 1912        |                       |
|                                  | Concerto in Sol minore                                                                                       | violino e orchestra                                    | 1912        |                       |
|                                  | Gran Tempesta – Fantasia Sinfonica sopra Temi di Niccolò Paganini                                            | violino e orchestra                                    | 1912        |                       |
|                                  | Concerto in Do maggiore                                                                                      | violino e orchestra                                    | 1920        |                       |
|                                  | Concerto No. 2 in Sol maggiore                                                                               | violino e orchestra                                    | 1920        |                       |
|                                  | Concerto in Fa diesis maggiore                                                                               | violino e orchestra                                    | 1920        |                       |
|                                  | Concerto in Mi minore                                                                                        | violino e orchestra                                    | 1920        |                       |
|                                  | Concerto No. 2 in La maggiore                                                                                | violino e orchestra                                    | 1921        |                       |
|                                  | Concerto in Si maggiore                                                                                      | violino e orchestra                                    | 1921        |                       |
|                                  | Concerto in Mi maggiore                                                                                      | violino e orchestra                                    | 1921        |                       |
|                                  | Concerto in Si bemolle maggiore                                                                              | violino e orchestra                                    | 1921        |                       |
|                                  | Concerto in Re maggiore                                                                                      | violino e orchestra                                    |             |                       |
| Viola e Orchestra                | |                                                        |             |                       |
|                                  | |                                                        |             |                       |
|                                  | Concerto No. 1 in Fa minore                                                                                  | viola e orchestra                                      | 1900        | [ 1 ] [ 2 ]           |
|                                  | Concerto No. 2 in Si maggiore                                                                                | viola e orchestra                                      | 1915        |                       |
| Violino/Viola e Orchestra        | |                                                        |             |                       |
|                                  | |                                                        |             |                       |
|                                  | Concerto in Do maggiore per violino e viola (unico esecutore)                                                | violino/viola e orchestra                              | 1915        | [ 3 ] [ 4 ] [ 5 ]     |
| 2 Violini e Orchestra            | |                                                        |             |                       |
|                                  | |                                                        |             |                       |
|                                  | Concerto in Re minore                                                                                        | 2 violini e orchestra                                  | 1902        |                       |
|                                  | Concerto in Re maggiore                                                                                      | 2 violini e orchestra                                  | 1906        |                       |
| 3 Violini e Orchestra            | |                                                        |             |                       |
|                                  | |                                                        |             |                       |
|                                  | Concerto in Fa maggiore                                                                                      | 3 violini e orchestra                                  | 1905        |                       |
|                                  | Concerto in La minore                                                                                        | 3 violini e orchestra                                  | 1906        |                       |
| 4 Violini e Orchestra            | |                                                        |             |                       |
|                                  | |                                                        |             |                       |
|                                  | Concerto in Re minore                                                                                        | 4 violini e orchestra                                  | 1905        |                       |
|                                  | Concerto in La maggiore                                                                                      | 4 violini e orchestra                                  | 1905        |                       |
| Violino, Violoncello e Orchestra | |                                                        |             |                       |
|                                  | |                                                        |             |                       |
|                                  | Concerto in Do maggiore                                                                                      | violino, violoncello e orchestra                       | 1906        |                       |
| Musica da camera                 | |                                                        |             |                       |
| Musica senza Pianoforte          | |                                                        |             |                       |
|                                  | Sonata II in Do minore                                                                                       | violino e violoncello                                  |             |                       |
|                                  | Sonata in Do minore                                                                                          | violino e violoncello                                  |             |                       |
|                                  | Sonata in Mi bemolle maggiore                                                                                | viola e violoncello                                    | 1901        |                       |
|                                  | Sonata in Sol minore                                                                                         | viola e violoncello                                    | 1901        |                       |
|                                  | Trio in Sol maggiore                                                                                         | 2 flauti e arpa                                        |             |                       |
|                                  | Quartetto No. 1 in Do maggiore                                                                               | 2 violini, viola, violoncello                          | 1906        |                       |
|                                  | Quartetto in La minore                                                                                       | 2 violini, viola, violoncello                          | 1907        |                       |
|                                  | Quartetto in La maggiore                                                                                     | 2 violini, viola, violoncello                          | 1907        |                       |
|                                  | Quartetto in Re minore                                                                                       | 2 violini, viola, violoncello                          | 1908        |                       |
|                                  | Quartetto in Do minore                                                                                       | 2 violini, viola, violoncello                          | 1908        |                       |
|                                  | Quartetto No. 2 in Do maggiore                                                                               | 2 violini, viola, violoncello                          | 1908        |                       |
|                                  | Quartetto in Sol maggiore                                                                                    | 2 violini, viola, violoncello                          | 1909        |                       |
|                                  | Quartetto in Re maggiore                                                                                     | 2 violini, viola, violoncello                          | 1909        |                       |
|                                  | Quartetto in Mi bellolle maggiore                                                                            | 2 violini, viola, violoncello                          | 1911        |                       |
|                                  | Quartet in F sharp major                                                                                     | 2 violini, viola, violoncello                          | 1911        |                       |
|                                  | Quartetto in Fa diesis minore                                                                                | 2 violini, viola, violoncello                          | 1911        |                       |
|                                  | Adagio in Do minore                                                                                          | 2 violini, viola, violoncello                          |             |                       |
|                                  | Quintetto in Sol maggiore                                                                                    | 2 violini, 2 viole, violoncello                        | 1903        |                       |
|                                  | Quintetto in Do minore                                                                                       | 2 violini, 2 viole, violoncello                        | 1903        |                       |
|                                  | Quintetto in Fa diesis minore                                                                                | oboe, 2 violini, viola, violoncello                    | 1904        |                       |
|                                  | Quintetto in Si maggiore                                                                                     | clarinetto, 2 violini, viola, violoncello              | 1903        |                       |
|                                  | Quintetto in Sol maggiore                                                                                    | flauto, 2 violini, viola, violoncello                  | 1905        |                       |
|                                  | Quintetto in Sol maggiore                                                                                    | 2 violini, viola, 2 violoncelli                        | 1906        |                       |
|                                  | Quintetto in Sol maggiore                                                                                    | flauto, oboe, clarinetto, fagotto, corno francese      | 1906        |                       |
|                                  | Quintetto in Sol maggiore                                                                                    | 2 violini, viola, 2 violoncelli                        | 1909        |                       |
|                                  | Sestetto I in Sol maggiore                                                                                   | 2 violini, 2 viole, 2 violoncelli                      | 1903        |                       |
|                                  | Sestetto II in Mi bemolle maggiore                                                                           | 2 violini, 2 viole, 2 violoncelli                      | 1903        |                       |
|                                  | Ottetto in Fa maggiore                                                                                       | 4 violini, 2 viole, 2 violoncelli                      | 1903        | incompleto            |
|                                  | Nonetto in Do maggiore                                                                                       | 4 violini, 2 viole, 2 violoncelli e continuo           | 1903        | incompleto            |
| Violino e Pianoforte             | |                                                        |             |                       |
|                                  | |                                                        |             |                       |
|                                  | Tarantella di Concerto in La bemolle maggiore                                                                | violino e pianoforte                                   | 1885        |                       |
|                                  | 2 Sonate No. 1 in Re minore                                                                                  | violino e pianoforte                                   | 1894        |                       |
|                                  | Allegretto in Fa maggiore                                                                                    | violino e pianoforte                                   | 1884        | incompleto            |
|                                  | Aracne in Sol maggiore                                                                                       | violino e pianoforte                                   | 1887        |                       |
|                                  | Andante in Fa maggiore                                                                                       | violino e pianoforte                                   | 1887        |                       |
|                                  | Serenatina in Sol maggiore                                                                                   | violino e pianoforte                                   | 1887        |                       |
|                                  | Fuga No. 1 in Si minore                                                                                      | violino e pianoforte                                   | 1889        |                       |
|                                  | Fuga No. 2 in Si minore                                                                                      | violino e pianoforte                                   | 1889        |                       |
|                                  | Andante in Si maggiore                                                                                       | violino e pianoforte                                   | 1889        |                       |
|                                  | Preludio, Les chauve-souris in Si minore                                                                     | violino e pianoforte                                   | 1889        |                       |
|                                  | La distruction de Ninive in Si maggiore                                                                      | violino e pianoforte                                   | 1889        |                       |
|                                  | Allegretto in Re minore                                                                                      | violino e pianoforte                                   | 1889        |                       |
|                                  | Scherzo in Fa maggiore                                                                                       | violino e pianoforte                                   | 1889        |                       |
|                                  | Andante No. 1 in Sol maggiore                                                                                | violino e pianoforte                                   | 1889        |                       |
|                                  | 2 Composizioni: Minuetto Italiano in La maggiore / Gavotta Italiana e Musetta in Sol maggiore                | violino e pianoforte                                   | 1890-1902   |                       |
|                                  | 2 Humoresque in Si bemolle maggiore e Re maggiore                                                            | violino e pianoforte                                   | 1889        |                       |
|                                  | Danza No. 10 in Sol minore                                                                                   | violino e pianoforte                                   | 1889        |                       |
|                                  | Scena Lirica in Mi maggiore                                                                                  | violino e pianoforte                                   | 1890        |                       |
|                                  | Tarantella in Sol minore                                                                                     | violino e pianoforte                                   | 1889        |                       |
|                                  | Danza in Re minore                                                                                           | violino e pianoforte                                   | 1889        |                       |
|                                  | Le Chant d'Archemoro in Sol minore                                                                           | violino e pianoforte                                   | 1889        |                       |
|                                  | Presto No. 1 in Sol minore                                                                                   | violino e pianoforte                                   | 1891        |                       |
|                                  | Berceuse No. 1 in Sol maggiore                                                                               | violino e pianoforte                                   | 1891        |                       |
|                                  | Berceuse No. 2 in Sol maggiore                                                                               | violino e pianoforte                                   |             |                       |
|                                  | Alla Spagnuola, Capriccio in La minore                                                                       | violino e pianoforte                                   | 1891        |                       |
|                                  | Danza No. 11, No. 12, No. 13 in Sol minore                                                                   | violino e pianoforte                                   | 1891        |                       |
|                                  | Allegretto grazioso in Si bemolle maggiore                                                                   | violino e pianoforte                                   | 1891        |                       |
|                                  | Allegretto in Si bemolle maggiore                                                                            | violino e pianoforte                                   | 1891        |                       |
|                                  | Adagio espressivo in Si bemolle maggiore                                                                     | violino e pianoforte                                   | 1891        |                       |
|                                  | Allegro in Sol minore                                                                                        | violino e pianoforte                                   | 1891        |                       |
|                                  | Allegrino in Si bemolle maggiore                                                                             | violino e pianoforte                                   | 1891        |                       |
|                                  | Moderato in Sol minore                                                                                       | violino e pianoforte                                   | 1891        | incompleto            |
|                                  | Preludio-Capriccio in Sol minore                                                                             | violino e pianoforte                                   | 1891        |                       |
|                                  | Impromptu-Gavotta in Sol minore                                                                              | violino e pianoforte                                   | 1891        |                       |
|                                  | Variazioni su un Tema di J.Brahms in La minore                                                               | violino e pianoforte                                   | 1891        |                       |
|                                  | 3 Sonate in Re minore                                                                                        | violino e pianoforte                                   | 1891        |                       |
|                                  | 2 Sonate No. 1 in Do maggiore                                                                                | violino e pianoforte                                   | 1891        |                       |
|                                  | 2 Sonate in Fa maggiore                                                                                      | violino e pianoforte                                   | 1891        |                       |
|                                  | 2 Sonate in Fa minore                                                                                        | violino e pianoforte                                   | 1891        |                       |
|                                  | Suite in Re minore                                                                                           | violino e pianoforte                                   | 1891        |                       |
|                                  | Suite in Sol maggiore                                                                                        | violino e pianoforte                                   | 1891        |                       |
|                                  | Suite in Sol maggiore                                                                                        | violino e pianoforte                                   | 1891        |                       |
|                                  | Suite in Mi maggiore                                                                                         | violino e pianoforte                                   | 1891        |                       |
|                                  | 3 Sonate No. 1 in Re maggiore                                                                                | violino e pianoforte                                   | 1891        |                       |
|                                  | Berceuse in Sol minore                                                                                       | violino e pianoforte                                   | 1891        |                       |
|                                  | Tema originale variato in Si minore                                                                          | violino e pianoforte                                   | 1891        |                       |
|                                  | Variazioni su un Tema di J.Haydn in Re maggiore                                                              | violino e pianoforte                                   | 1891        |                       |
|                                  | Reminescenze d'Italia (6 pezzi)                                                                              | violino e pianoforte                                   | 1891        |                       |
|                                  | Sonata Fantastica - Idillio del Diavolo in Re minore                                                         | violino e pianoforte                                   | 1891        |                       |
|                                  | Presto e Lentamente in Re maggiore                                                                           | violino e pianoforte                                   | 1891        |                       |
|                                  | Romanza - Notturno in Re bemolle maggiore                                                                    | violino e pianoforte                                   | 1891        |                       |
|                                  | Sonata in La minore                                                                                          | violino e pianoforte                                   | 1891        |                       |
|                                  | Polonaise in Do minore                                                                                       | violino e pianoforte                                   | 1904        |                       |
|                                  | Polonaise Brillante in La maggiore                                                                           | violino e pianoforte                                   | 1904        |                       |
|                                  | Polonaise in Re maggiore                                                                                     | violino e pianoforte                                   | 1904        |                       |
|                                  | Polonaise in Sol maggiore                                                                                    | violino e pianoforte                                   | 1904        |                       |
|                                  | Polonaise in Mi maggiore                                                                                     | violino e pianoforte                                   | 1904        |                       |
|                                  | Polonaise in Mi minore                                                                                       | violino e pianoforte                                   | 1904        |                       |
|                                  | Polonaise in Sol minore                                                                                      | violino e pianoforte                                   | 1904        |                       |
|                                  | Polonaise in La maggiore                                                                                     | violino e pianoforte                                   | 1904        |                       |
|                                  | Polonaise in Fa minore                                                                                       | violino e pianoforte                                   | 1904        |                       |
|                                  | Polonaise in Fa diesis minore                                                                                | violino e pianoforte                                   | 1904        |                       |
|                                  | Sonata No. 1 in Mi maggiore                                                                                  | violino e pianoforte                                   | 1904        |                       |
|                                  | 2 Capricci da Concerto in Re maggiore e Sol maggiore                                                         | violino e pianoforte                                   | 1905        |                       |
|                                  | Rondò fantastico in Do maggiore                                                                              | violino e pianoforte                                   | 1904        |                       |
|                                  | Sonata in Sol minore                                                                                         | violino e pianoforte                                   | 1904        |                       |
|                                  | Notturno in Re maggiore                                                                                      | violino e pianoforte                                   | 1904        |                       |
|                                  | Pensiero Dominante, Andante in La maggiore                                                                   | violino e pianoforte                                   | 1904        |                       |
|                                  | Preghiera e Ninna Nanna in Do maggiore e Fa maggiore                                                         | violino e pianoforte                                   | 1904        |                       |
|                                  | Leggenda in Re minore                                                                                        | violino e pianoforte                                   | 1904        |                       |
|                                  | Fantasia - Ballata senza parole in Sol minore                                                                | violino e pianoforte                                   | 1904        |                       |
|                                  | La magica lanterna in La maggiore                                                                            | violino e pianoforte                                   | 1904        |                       |
|                                  | Mazurka in Sol maggiore                                                                                      | violino e pianoforte                                   | 1907        |                       |
|                                  | Mazurka in Si maggiore                                                                                       | violino e pianoforte                                   | 1907        |                       |
|                                  | Mazurka in F diesis minore                                                                                   | violino e pianoforte                                   | 1908        |                       |
|                                  | Gran Studio in Do maggiore                                                                                   | violino e pianoforte                                   | 1907        |                       |
|                                  | Studio Sinfonico No. 1 in Do minore                                                                          | violino e pianoforte                                   | 1908        |                       |
|                                  | Studio Sinfonico No. 2 in Fa minore                                                                          | violino e pianoforte                                   | 1908        |                       |
|                                  | Scene de Valse in Mi maggiore                                                                                | violino e pianoforte                                   | 1908        |                       |
|                                  | Contemplazione, Anime pellegrinanti in Mi maggiore                                                           | violino e pianoforte                                   | 1908        |                       |
|                                  | Fantasia e Tema variato in La minore                                                                         | violino e pianoforte                                   | 1908        |                       |
|                                  | Sonata No. 1 in Fa diesis minore                                                                             | violino e pianoforte                                   | 1908        |                       |
|                                  | Sonata in Mi bemolle maggiore                                                                                | violino e pianoforte                                   | 1908        |                       |
|                                  | Sarabanda Variata di J.S.Bach in Mi maggiore                                                                 | violino e pianoforte                                   | 1908        |                       |
|                                  | Variazione e Fuga su un Tema di G.Tartini in Fa maggiore                                                     | violino e pianoforte                                   | 1908        |                       |
|                                  | Gran Studio di Concerto in Sol maggiore                                                                      | violino e pianoforte                                   | 1908        |                       |
|                                  | Preludio, Variazioni e Fuga su un Tema di A.Corelli in Sol minore, Si bemolle maggiore e La bemolle maggiore | violino e pianoforte                                   | 1908        |                       |
|                                  | Fantasia di Concerto su La Fanciulla del West di G.Puccini in Do maggiore                                    | violino e pianoforte                                   | 1915        |                       |
|                                  | L'Odissea di un popolo, Poema in 16 Canti                                                                    | violino e pianoforte                                   | 1908        |                       |
|                                  | L'Albero di Natale - Variazioni su un Tema di A.Corelli in Mi bemolle maggiore                               | violino e pianoforte                                   | 1908        |                       |
|                                  | Fuga su un Tema del Trillo del diavolo di G.Tartini in Sol minore                                            | violino e pianoforte                                   | 1908        |                       |
|                                  | Dai monti trentini - 6 impressioni pittoriche                                                                | violino e pianoforte                                   | 1908        |                       |
|                                  | Il Picchiettato - Sesto Gran Studio di Concerto in Fa diesis minore                                          | violino e pianoforte                                   | 1908        |                       |
|                                  | Fantasia in Si bemolle maggiore                                                                              | violino e pianoforte                                   | 1908        |                       |
|                                  | Sonata in Sol maggiore                                                                                       | violino e pianoforte                                   | 1918        |                       |
|                                  | Sonata in La maggiore                                                                                        | violino e pianoforte                                   | 1918        |                       |
|                                  | Sonata in Si bemolle maggiore                                                                                | violino e pianoforte                                   | 1918        |                       |
|                                  | Studio di Concerto in Re minore                                                                              | violino e pianoforte                                   | 1918        |                       |
|                                  | Sonata in La bemolle maggiore                                                                                | violino e pianoforte                                   | 1918        |                       |
|                                  | Sonata in Si minore                                                                                          | violino e pianoforte                                   | 1918        |                       |
|                                  | Fantasia in Fa diesis maggiore                                                                               | violino e pianoforte                                   | 1918        |                       |
|                                  | Sonata in Di diesis minore                                                                                   | violino e pianoforte                                   | 1918        |                       |
|                                  | Sonata No. 2 in Mi maggiore                                                                                  | violino e pianoforte                                   | 1918        |                       |
|                                  | Soldati di Stagno e Bambole di Legno, 12 Piccoli Pezzi                                                       | violino e pianoforte                                   | 1919        |                       |
|                                  | 16 Variazioni su un Tema di P. Rovelli in Si bemolle maggiore                                                | violino e pianoforte                                   | 1918        |                       |
|                                  | Nel mondo degli elfi, 7 Danze                                                                                | violino e pianoforte                                   | 1918        |                       |
|                                  | Poema in Mi minore                                                                                           | violino e pianoforte                                   | 1918        |                       |
|                                  | Il Carnevale di Venezia, op.80 in La minore                                                                  | violino e pianoforte                                   | 1918        |                       |
|                                  | Carme I in Mi maggiore                                                                                       | violino e pianoforte                                   | 1922        |                       |
|                                  | Carme II in Do maggiore                                                                                      | violino e pianoforte                                   | 1922        |                       |
|                                  | Pace d'Ignote Sponde, Carme in Mi maggiore                                                                   | violino e pianoforte                                   | 1922        |                       |
|                                  | Le Cariti, 3 Melodie                                                                                         | violino e pianoforte                                   | 1922        |                       |
|                                  | Il Cammino dei Penitenti (Fantasia di Giorni Lontani) in Mi maggiore                                         | violino e pianoforte                                   | 1922        |                       |
|                                  | Alla Turca in La maggiore                                                                                    | violino e pianoforte                                   | 1922        |                       |
|                                  | Tamburino: Danza in Fa maggiore                                                                              | violino e pianoforte                                   | 1922        |                       |
|                                  | Rigaudon in Re maggiore                                                                                      | violino e pianoforte                                   | 1922        |                       |
|                                  | Danza-Capriccio in Re minore                                                                                 | violino e pianoforte                                   | 1922        |                       |
|                                  | Ballata in Sol minore No. 1                                                                                  | violino e pianoforte                                   | 1923        |                       |
|                                  | Ballata in Si bemolle minore No. 2                                                                           | violino e pianoforte                                   | 1923        |                       |
|                                  | Ballata in Mi bemolle maggiore No. 3                                                                         | violino e pianoforte                                   | 1923        |                       |
|                                  | Ballata in Re minore No. 4                                                                                   | violino e pianoforte                                   | 1923        |                       |
|                                  | Ballata in La maggiore No. 5                                                                                 | violino e pianoforte                                   | 1923        |                       |
|                                  | Ballata in Si minore No. 6                                                                                   | violino e pianoforte                                   | 1923        |                       |
|                                  | Fantasia - Allegro in Sol minore                                                                             | violino e pianoforte                                   | 1923        |                       |
|                                  | 2 Romanze in Sol maggiore                                                                                    | violino e pianoforte                                   | 1923        |                       |
|                                  | Serenata delle stelle in Re maggiore                                                                         | violino e pianoforte                                   | 1923        |                       |
|                                  | Largo | violino e pianoforte                                   | 1923        |                       |
|                                  | Proemium-Sarabanda-Allegro in Mi minore, in Sol maggiore, in Mi minore                                       | violino e pianoforte                                   | 1923        |                       |
|                                  | Armonie di vita, Poema in Mi bemolle maggiore                                                                | violino e pianoforte                                   | 1923        |                       |
|                                  | Cantilena in La minore                                                                                       | violino e pianoforte                                   | 1923        |                       |
|                                  | La Falena, Scherzo in Si bemolle maggiore                                                                    | violino e pianoforte                                   | 1923        |                       |
|                                  | Sospiro d'un Esule in Si minore                                                                              | violino e pianoforte                                   | 1923        |                       |
|                                  | La Mosca, Scherzo                                                                                            | violino e pianoforte                                   | 1923        |                       |
|                                  | Le contemplazioni                                                                                            | violino e pianoforte                                   | 1923        |                       |
|                                  | "La Batracomiomachia” ossia Guerra dei topi e delle rane - Fantasia                                          | violino e pianoforte                                   | 1923        |                       |
|                                  | Fantasia in forma di Variazioni sopra in canto d'una pazza                                                   | violino e pianoforte                                   | 1923        |                       |
|                                  | 9 Rune | violino e pianoforte                                   | 1923        |                       |
|                                  | 7 Quadri Apocalittici in La maggiore                                                                         | violino e pianoforte                                   | 1923        |                       |
|                                  | Il giovin signore, Minuetto in Mi maggiore                                                                   | violino e pianoforte                                   | 1923        |                       |
|                                  | 3 Corali (Mi bemolle maggiore, Do maggiore, Si minore)                                                       | violino e pianoforte                                   | 1923        |                       |
|                                  | Andante in Sol maggiore No. 2                                                                                | violino e pianoforte                                   | 1923        |                       |
|                                  | Arietta in Sol maggiore                                                                                      | violino e pianoforte                                   |             |                       |
|                                  | Fantasia in Sol minore                                                                                       | violino e pianoforte                                   |             |                       |
|                                  | Gavotta Fantastica, o delle Ombre, o degli Spettri in Si bemolle maggiore                                    | violino e pianoforte                                   |             |                       |
|                                  | Giga in Si minore                                                                                            | violino e pianoforte                                   |             |                       |
|                                  | Grand Polonaise in Mi maggiore                                                                               | violino e pianoforte                                   |             |                       |
|                                  | Il segreto d'un fiore, in Sol maggiore                                                                       | violino e pianoforte                                   |             |                       |
|                                  | Intermezzo in La maggiore                                                                                    | violino e pianoforte                                   |             |                       |
|                                  | Introduzione, Adagio e Polonaise Variata in Mi bemolle maggiore                                              | violino e pianoforte                                   |             |                       |
|                                  | Introduzione e Variazioni su "Nel Cor più non mi Sento" di N.Paganini                                        | violino e pianoforte                                   |             |                       |
|                                  | L'apparition de St. Agnes in Sol minore                                                                      | violino e pianoforte                                   |             |                       |
|                                  | La Primavera in La maggiore                                                                                  | violino e pianoforte                                   |             |                       |
|                                  | La ridda delle ottave - Grande Studio di Concerto No. 3 in Sol minore                                        | violino e pianoforte                                   |             |                       |
|                                  | Leggenda in Sol maggiore                                                                                     | violino e pianoforte                                   |             |                       |
|                                  | Luci ed ombre in Mi minore                                                                                   | violino e pianoforte                                   |             |                       |
|                                  | Melancolie: Morceau in Sol minore                                                                            | violino e pianoforte                                   |             |                       |
|                                  | Minuetto in Mi maggiore                                                                                      | violino e pianoforte                                   |             |                       |
|                                  | Moto Perpetuo Doppio in Do maggiore                                                                          | 2 violini e pianoforte                                 |             |                       |
|                                  | Moto Perpetuo - Secondo Grande Studio di Concerto in Si bemolle minore                                       | violino e pianoforte                                   |             |                       |
|                                  | 2 Bolero in La minore                                                                                        | violino e pianoforte                                   |             |                       |
|                                  | 2 Capricci in Re maggiore                                                                                    | violino e pianoforte                                   |             |                       |
|                                  | 2 Gavotte in Sol minore                                                                                      | violino e pianoforte                                   |             |                       |
|                                  | 2 Suites in Si minore                                                                                        | violino e pianoforte                                   |             |                       |
|                                  | 9 Danze in Re minore                                                                                         | violino e pianoforte                                   |             |                       |
|                                  | 9 Danze in Sol minore                                                                                        | violino e pianoforte                                   |             |                       |
|                                  | Notturno e Paesaggio a Caresolo in Sol diesis minore e Mi minore                                             | violino e pianoforte                                   |             |                       |
|                                  | Nocturne in La minore                                                                                        | violino e pianoforte                                   |             |                       |
|                                  | "Oh, dolce rimembrar..." in Fa maggiore                                                                      | vviolino e pianoforte                                  |             |                       |
|                                  | Preghiera della sera in Do bemolle minore                                                                    | violino e pianoforte                                   |             |                       |
|                                  | Preghiera del mattino in Mi minore                                                                           | 2 violini e pianoforte                                 |             |                       |
|                                  | Presto No. 2 in Sol minore                                                                                   | violino e pianoforte                                   |             |                       |
|                                  | Recitativo in Re maggiore                                                                                    | violino e pianoforte                                   |             |                       |
|                                  | Romanza in Do maggiore                                                                                       | violino e pianoforte                                   |             |                       |
|                                  | Romanza in Re maggiore                                                                                       | violino e pianoforte                                   |             |                       |
|                                  | Siciliana in A minor and Giga in Sol maggiore                                                                | violino e pianoforte                                   |             |                       |
|                                  | Siciliano - Allegretto in Re maggiore                                                                        | violino e pianoforte                                   |             |                       |
|                                  | Sonata No. 2 in Fa diesis minore                                                                             | violino e pianoforte                                   |             |                       |
|                                  | Sonata No. 3 in Fa minore                                                                                    | violino e pianoforte                                   |             |                       |
|                                  | Souvenir in Mi maggiore                                                                                      | violino e pianoforte                                   |             |                       |
|                                  | Studio Sinfonico No. 2 in Do minore                                                                          | violino e pianoforte                                   |             |                       |
|                                  | Suite in La maggiore                                                                                         | violino e pianoforte                                   |             |                       |
|                                  | Suite Chantecler in Re maggiore                                                                              | violino e pianoforte                                   |             |                       |
|                                  | Veglie settecentesche                                                                                        | violino e pianoforte                                   |             |                       |
|                                  | Vivace Scherzando in Mi maggiore                                                                             | violino e pianoforte                                   |             |                       |
| Viola e Pianoforte               | |                                                        |             |                       |
|                                  | |                                                        |             |                       |
|                                  | Sonata in Si bemolle maggiore                                                                                | viola e pianoforte                                     | 1900        |                       |
|                                  | Scherzo in Re maggiore                                                                                       | viola e pianoforte                                     |             |                       |
|                                  | Composizioni - Due Tombe: Moderato assai in Re minore                                                        | violino e pianoforte                                   |             |                       |
| Violoncello e Pianoforte         | |                                                        |             |                       |
|                                  | |                                                        |             |                       |
|                                  | Suite in Re minore                                                                                           | Violoncello e Pianoforte                               | 1896        |                       |
|                                  | Il mattino e Piccola Fantasia                                                                                | Violoncello e Pianoforte                               | dopo 1903   |                       |
|                                  | Sonata in Fa maggiore                                                                                        | Violoncello e Pianoforte                               | 1903        |                       |
|                                  | Sonata in Re maggiore                                                                                        | Violoncello e Pianoforte                               | 1903        |                       |
|                                  | Sonata No. 1 in Sol maggiore                                                                                 | Violoncello e Pianoforte                               | 1903        |                       |
|                                  | Sonata No. 2 in Sol maggiore                                                                                 | Violoncello e Pianoforte                               |             |                       |
|                                  | Sonata in La maggiore                                                                                        | Violoncello e Pianoforte                               | 1903        |                       |
|                                  | Sonata in Re minore                                                                                          | Violoncello e Pianoforte                               |             |                       |
| Altra musica con Pianoforte      | |                                                        |             |                       |
|                                  | |                                                        |             |                       |
|                                  | 8 Danze | violino, violoncello e pianoforte                      | 1892        |                       |
|                                  | Quartetto No. 1 in Mi bemolle maggiore                                                                       | violino, viola, violoncello e pianoforte               | 1892        |                       |
|                                  | Quartetto in Do maggiore                                                                                     | violino, viola, violoncello e pianoforte               | 1892        |                       |
|                                  | Quintetto No. 1 in Mi bemolle maggiore                                                                       | 2 violini, viola, violoncello e pianoforte             | 1893        | incompleto            |
|                                  | Sestetto II in Do minore                                                                                     | 2 violini, viola, violoncello e pianoforte             | 1892        |                       |
|                                  | Trio No. 1 in G minor                                                                                        | violino, violoncello e pianoforte                      | 1893        |                       |
|                                  | Trio No. 2 in Sol maggiore                                                                                   | violino, violoncello e pianoforte                      | 1893        |                       |
|                                  | Trio No. 1 in Do minore                                                                                      | violino, violoncello e pianoforte                      | 1895        |                       |
|                                  | Kleine Gemälde                                                                                               | violino, violoncello e pianoforte                      | 1896        |                       |
|                                  | Trio in Mi minore                                                                                            | violino, violoncello e pianoforte                      | 1898        |                       |
|                                  | Trio No. 2 in Sol minore                                                                                     | violino, violoncello e pianoforte                      | 1899        |                       |
|                                  | Trio in Re maggiore                                                                                          | violino, violoncello e pianoforte                      | 1900        |                       |
|                                  | Trio in Fa minore                                                                                            | violino, violoncello e pianoforte                      | 1901        |                       |
|                                  | Trio in Fa maggiore                                                                                          | violino, violoncello e pianoforte                      | 1901        |                       |
|                                  | Quartetto in Si minore                                                                                       | violino, viola, violoncello e pianoforte               | 1902        |                       |
|                                  | Quintetto No. 2 in Mi bemolle maggiore                                                                       | 2 violini, viola, violoncello e pianoforte             | 1903        |                       |
|                                  | Trio No. 3 in Sol minore                                                                                     | violino, violoncello e pianoforte                      | 1903        |                       |
|                                  | Trio in La minore                                                                                            | violino, violoncello e pianoforte                      | 1904        |                       |
|                                  | Trio in Mi maggiore                                                                                          | violino, violoncello e pianoforte                      | 1905        |                       |
|                                  | Trio No. 2 in Mi bemolle maggiore                                                                            | violino, violoncello e pianoforte                      | 1905        |                       |
|                                  | Trio No. 3 in Si bemolle maggiore                                                                            | clarinetto, violoncello e pianoforte                   | 1905        |                       |
|                                  | Trio No. 2 in Fa maggiore                                                                                    | violino, corno (o violoncello) e pianoforte            | 1905        |                       |
|                                  | Quintetto in Mi bemolle maggiore                                                                             | oboe, clarinetto, fagotto, corno francese e pianoforte | 1905        |                       |
|                                  | Quartet in Si bemolle maggiore                                                                               | violino, viola, violoncello e pianoforte               | 1905        |                       |
|                                  | Trio in Si minore                                                                                            | violino, violoncello e pianoforte                      | 1906        |                       |
|                                  | Quintetto in Si maggiore                                                                                     | 2 violini, viola, violoncello e pianoforte             | 1907        |                       |
|                                  | Minuetto in Si minore                                                                                        | violino, violoncello e pianoforte                      | 1908 aprox  |                       |
|                                  | Trio in Fa diesis minore                                                                                     | violino, violoncello e pianoforte                      | 1908        |                       |
|                                  | 10 Racconti in Si minore                                                                                     | violino, violoncello e pianoforte                      | 28 May 1913 |                       |
|                                  | Serenata Lombarda in Re maggiore                                                                             | 2 violini e pianoforte                                 | 1913        |                       |
|                                  | Quintetto in Re bemolle maggiore                                                                             | 2 violini, viola, violoncello e pianoforte             | 1915        |                       |
|                                  | Fantasia Variata su un Tema di N.Paganini in Mi minore                                                       | 2 violini, viola e pianoforte                          | 1915        |                       |
|                                  | L'Albero di Natale, Variazioni su un Tema di W.A.Mozart in La maggiore                                       | 2 violini, violoncello and pianoforte                  | 1917        |                       |
|                                  | Parasceve, Tema composto per il giorno di Pasqua in Mi bemolle maggiore                                      | 2 violini, violoncello e pianoforte                    | 1918        |                       |
|                                  | 6 Danze No. 1                                                                                                | violino, violoncello e pianoforte                      |             |                       |
|                                  | 6 Danze No. 2                                                                                                | v                                                      |             |                       |
|                                  | 8 Danze No. 1                                                                                                | violino, violoncello e pianoforte                      |             |                       |
|                                  | 8 Danze No. 2                                                                                                | violino, violoncello e pianoforte                      |             |                       |
|                                  | Quartet in Do minore                                                                                         | violino, viola, violoncello e pianoforte               |             |                       |
|                                  | Quartetto in Fa maggiore                                                                                     | violino, viola, violoncello e pianoforte               |             |                       |
|                                  | Quartet No. 2 in Mi bemolle maggiore                                                                         | violino, viola, violoncello e pianoforte               |             |                       |
|                                  | Sestetto I in Sol maggiore                                                                                   | 2 violini, 2 viole, violoncello e pianoforte           |             | incompleto            |
|                                  | Trio in La maggiore                                                                                          | violino, violoncello e pianoforte                      |             |                       |
|                                  | Trio in Re maggiore                                                                                          | violino, violoncello e pianoforte                      |             |                       |
|                                  | Trio in Re minore                                                                                            | violino, violoncello e pianoforte                      |             |                       |
|                                  | Trio No. 1 in Do maggiore                                                                                    | violino, violoncello e pianoforte                      |             |                       |
|                                  | Trio No. 1 in Mi bemolle maggiore                                                                            | violino, violoncello e pianoforte                      |             |                       |
|                                  | Trio No. 1 in Si bemolle maggiore                                                                            | violino, violoncello e pianoforte                      |             |                       |
|                                  | Trio No. 1 in Sol maggiore                                                                                   | violino, violoncello e pianoforte                      |             |                       |
|                                  | Trio No. 2 in Si bemolle maggiore                                                                            | violino, violoncello e pianoforte                      |             |                       |
|                                  | Trio No. 2 in Do maggiore                                                                                    | violino, violoncello e pianoforte                      |             |                       |
|                                  | Trio No. 1 in Do minore                                                                                      | violino, violoncello e pianoforte                      |             |                       |
|                                  | Ultimo pensiero in Mi maggiore                                                                               | violino, violoncello e pianoforte                      |             |                       |
| Musica con Organo                | |                                                        |             |                       |
|                                  | |                                                        |             |                       |
|                                  | Fuga in Si minore                                                                                            | violino e organo (o pianoforte)                        | 1892        |                       |
|                                  | Sonata in Sol minore                                                                                         | violino e organo                                       | 1904        |                       |
|                                  | Sonata in Fa maggiore                                                                                        | viola e organo                                         | 1904        |                       |
|                                  | Sonata in Re maggiore                                                                                        | violincello e organo                                   | 1904        |                       |
|                                  | Fantasia Sacra in Fa minore                                                                                  | 2 organi                                               | 1904        |                       |
| Pianoforte solo                  | |                                                        |             |                       |
|                                  | |                                                        |             |                       |
|                                  | Sonata in Do minore                                                                                          | pianoforte                                             | 1888        |                       |
|                                  | 5 Cammino funebre                                                                                            | pianoforte                                             | 1917        |                       |
|                                  | Sinfonia - Ouverture in Do maggiore                                                                          | pianoforte                                             | 1899        | riduzione orchestrale |
|                                  | Alla Città di Ferrara                                                                                        | pianoforte                                             | 1918        |                       |
|                                  | 25 Variazioni sul Corale di J.S.Bach "Herr Gott, nun schleuss’ den Himmel auf!”                              | pianoforte                                             | 1924        |                       |
|                                  | Inno Imperiale                                                                                               | pianoforte                                             | 1926        |                       |
|                                  | Allegro Risoluto in Mi bemolle maggiore                                                                      | pianoforte                                             |             |                       |
|                                  | Aurora Urbis Aeternae                                                                                        | pianoforte                                             |             | riduzione orchestrale |
|                                  | Sonata in La maggiore                                                                                        |                                                        |             |                       |
| Organo solo                      | |                                                        |             |                       |
|                                  | |                                                        |             |                       |
|                                  | Intermezzo in Do maggiore                                                                                    | organo solo                                            | 1908        |                       |
|                                  | Toccata in Mi minore                                                                                         | organo solo                                            | 1908        |                       |
|                                  | Fantasia - Fuga - Postludio                                                                                  | organo solo                                            |             |                       |
|                                  | Fantasia sacra in Mi minore                                                                                  | organo solo                                            |             |                       |
|                                  | Postludio in Do maggiore                                                                                     | organo solo                                            |             |                       |
|                                  | Preludio alla fantasia - Fuga in Mi minore                                                                   | organo solo                                            |             |                       |
|                                  | Preludio in La minore                                                                                        | organo solo                                            |             |                       |
|                                  | Preludio Pastorale in Sol maggiore                                                                           | organo solo                                            |             |                       |
|                                  | Preludio - Toccata - Fuga - Intermezzo in Fa minore                                                          | organo solo                                            |             |                       |
| Violino solo                     | |                                                        |             |                       |
|                                  | |                                                        |             |                       |
|                                  | 5 Gran Capricci in Do maggiore                                                                               | violino solo                                           | 1884        |                       |
|                                  | Sonata in stile antico                                                                                       | violino solo                                           | 1908        |                       |
|                                  | 32 Preludi in tutte le tonalità                                                                              | violino solo                                           | 1909        |                       |
|                                  | Serenata in Sol maggiore                                                                                     | violino solo                                           | 1909        |                       |
|                                  | Fantasia Capriccio in La maggiore                                                                            | violino solo                                           | 1913        |                       |
|                                  | Aria e Fuga su un Tema di Bach in Si bemolle maggiore                                                        | violino solo                                           | 1913        |                       |
|                                  | "Labyrinthos" 104 Variazioni                                                                                 | violino solo                                           | 1916        |                       |
|                                  | Aria e Fuga Sopra un Tema del Trillo del Diavolo                                                             | violino solo                                           | 1916        |                       |
|                                  | 3 Preludi | violino solo                                           |             |                       |
|                                  | 36 Preludi                                                                                                   | violino solo                                           |             |                       |
|                                  | Esercizi | violino solo                                           |             |                       |
|                                  | Moto perpetuo sopra movimenti di scale                                                                       | violino solo                                           |             |                       |
|                                  | Sarabanda variata                                                                                            | violino solo                                           |             |                       |
|                                  | Una frase di Bach variata                                                                                    | violino solo                                           |             |                       |
| Viola solo                       | |                                                        |             |                       |
|                                  | |                                                        |             |                       |
|                                  | 12 Studi | viola solo                                             | 1919        | Milan, Ricordi        |
|                                  | 12 Studi op.125                                                                                              | viola solo                                             | 1929        | Milan, Ricordi        |
|                                  | |                                                        |             |                       |